# Aïn Jemaa
 (juillet 2021).
Ain Jemaa (عين الجمعة) est une ville du Maroc Amazight du moyen Atlas . Elle est située dans la préfecture de Meknès de la région de Fès-Meknès à 50Km de  Meknès 
D'une superficie de 30300 ha Ain Jemâa est connu et reconnu pour sa production d'huile d'olive mais aussi pour la production de primeurs.

## Démographie

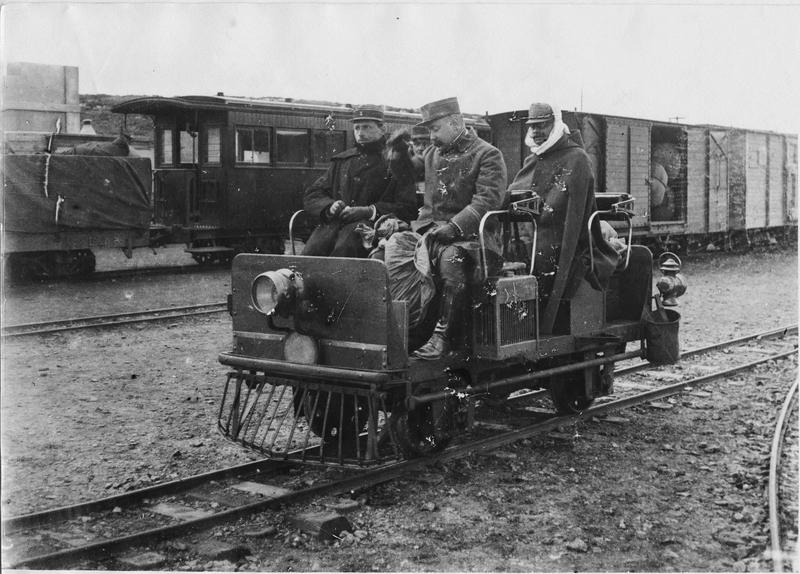
Le service postal militaire français en gare en 1916.